# 330
330 (CCCXXX) var ett normalår som började en torsdag i den julianska kalendern.

## Händelser

### Maj
- 11 maj – Den romerske kejsaren Konstantin den store flyttar sitt residens från Rom till Konstantinopel. Därmed flyttas Romarrikets huvudstad dit och får även heta Nya Rom.

### Okänt datum
- Kung Ezana av Aksum utökar sitt territorium i väster. Han besegrar nobaterna och krossar kungariket Meroë.
- Frumentius blir den förste biskopen av Etiopien (omkring detta år).
- Patriarken av Antiochia Eustathius förvisas till Trajanopolis.
- Wulfila översätter Bibeln till gotiska.
- De romerska templen börjar överges under förföljelserna av hedningarna, som antingen rivs eller lämnas att förfalla, förutom dem som byggs om till kristna kyrkor.

## Födda
- Basileios den store, östortodoxt helgon (född omkring detta år)
- S:t Moses den svarte, kristen munk
- S:ta Macrina den yngre, kristen nunna

## Avlidna
- Iamblichus, neoplatonistisk filosof